# حزب توده‌های کشاورز کارگر
حزب توده‌های کشاورز کارگر، رونو تایشو تو (به ژاپنی: 労農大衆党, Rōnō-taishū-tō) یک حزب سیاسی در ژاپن بود. این حزب در ژانویه ۱۹۲۹ توسط میزوتانی چوزابورو، یکی از اعضای سابق حزب حزب کارگر-کشاورز، به رهبری اویاما ایکوئو تأسیس شد. میزوتانی از اویاما ایکوئو انتقاد کرد که نسبت به ادغام با بخش‌های میانه‌رو جنبش سوسیالیست بسیار باز عمل می‌کند.